# Martha Argerich
Martha Argerich   (Buenos Aires, 5 de juny de 1941) és una pianista argentina i suïssa d'ascendència jueva i catalana, considerada un dels principals exponents de la seva generació i del període postguerra, destacant-se per les seves interpretacions de Frédéric Chopin, Franz Liszt, Johann Sebastian Bach, Robert Schumann, Maurice Ravel i Serguei Prokófiev.

## Biografia

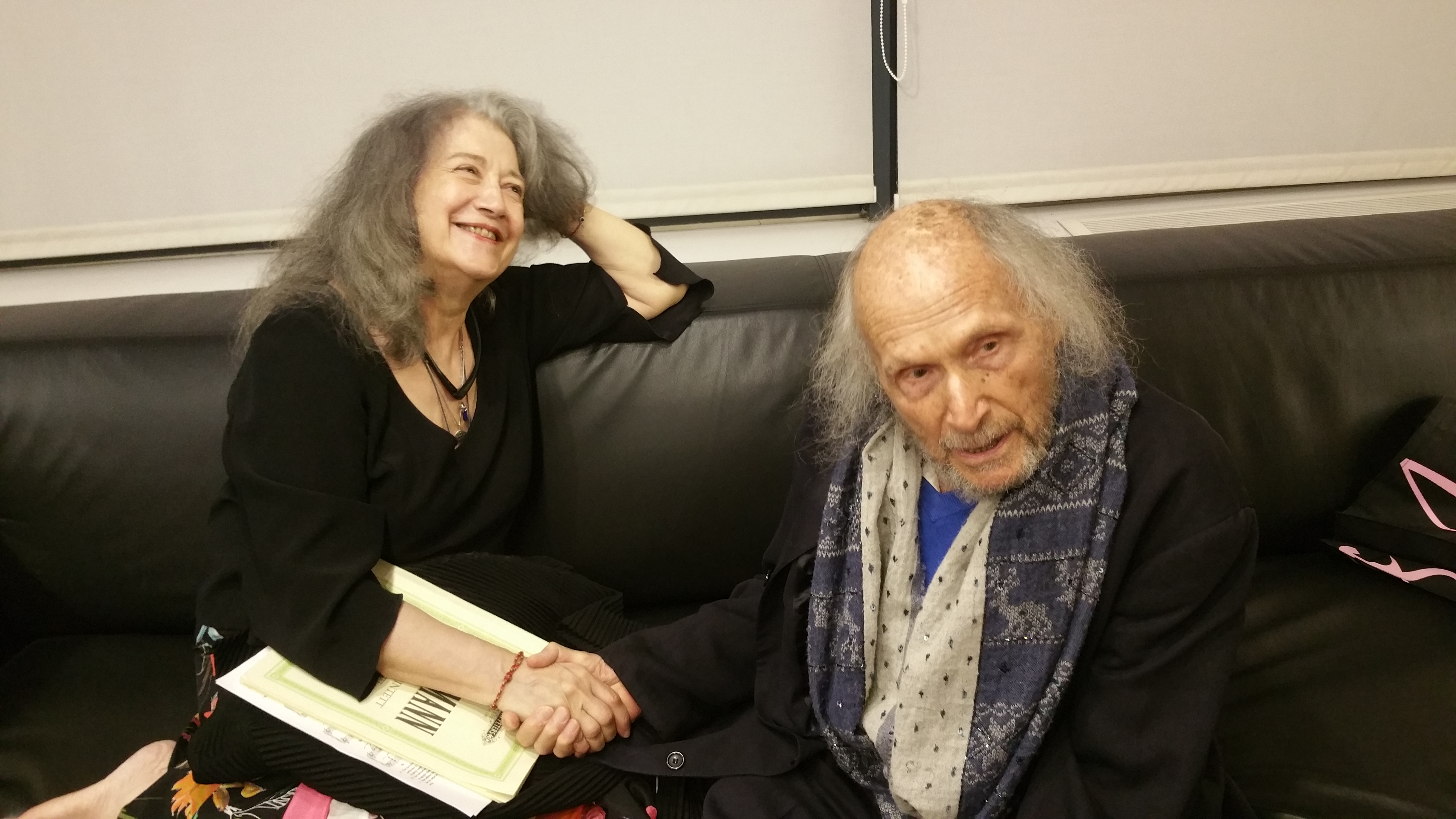
Martha Argerich i el violinista Ivry Gitlis, El 2018.

Nascuda a l'Argentina, els seus avis materns eren immigrants jueus, provinents de l'Imperi Rus i establerts en la Colonia Villa Clara (Província d'Entre Ríos), una de les colònies agrícoles creades pel baró Maurice de Hirsch i per la Jewish Colonization Association. L'origen del cognom Argerich és català (vegeu Francesc Argerich).
La seva aversió a la premsa i a la publicitat la va apartar de les càmeres durant gairebé tota la seva carrera, havent donat relativament poques entrevistes. Per això pot ser menys coneguda del "gran públic" que altres artistes de nivell artístic semblant. És llargament reconeguda com una de les més importants pianistes virtuoses del seu temps. La seva interpretació del gran Concert per a piano núm. 3, de Serguei Rakhmàninov (Rach 3), és considerada per molts com a "definitiva".
El 2002, el director francès Georges Gachot va fer un documental sobre la pianista - Martha Argerich, conversation nocturne (2003), en el qual ella explicava les seves memòries, feia confidències sobre els seus dubtes i transmetia el seu apetit per la producció musical.
Un dels seus grans amics és el pianista brasiler Nelson Freire, amb qui va tocar en duo en diversos recitals. Argerich també va participar en el documental Nelson Freire (2003), de João Moreira Salles.
Argerich es va casar tres vegades: la primera amb el compositor i director Robert Chen, pare de la seva filla més gran, la violista Lyda Chen-Argerich. De 1969 a 1973 va estar casada amb el mestre Charles Dutoit, amb qui va tenir la seva segona filla, Annie Dutoit-Argerich. També va estar casada amb el pianista americà Stephen Kovacevich, pare de la seva tercera filla, la fotògrafa Stephanie.

## Premis
- Concurs internacional d'execució musical de Ginebra (1957) — Primer premi